# Chayesita
La chayesita és un mineral de la classe dels silicats, que pertany al grup de l'osumilita. Rep el nom en honor de Felix Chayes (10 de maig de 1916 – 28 de febrer de 1993), petròleg i geòleg matemàtic del laboratori de geofísica de la Carnegie Institution, a Washington, DC. També va ser president de la Societat Mineralògica d'Amèrica.

## Característiques
La chayesita és un silicat de fórmula química KMg₄Fe3+[Si₁₂O30]. Va ser aprovada com a espècie vàlida per l'Associació Mineralògica Internacional l'any 1987. Cristal·litza en el sistema hexagonal. La seva duresa a l'escala de Mohs es troba entre 5 i 6.
Segons la classificació de Nickel-Strunz, la chayesita pertany a «09.CM - Ciclosilicats, amb dobles enllaços de 6 [Si₆O18]12- (sechser-Doppelringe)» juntament amb els següents minerals: armenita, brannockita, darapiosita, eifelita, merrihueïta, milarita, osumilita-(Mg), osumilita, poudretteïta, roedderita, sogdianita, sugilita, yagiïta, berezanskita, dusmatovita, shibkovita, almarudita, trattnerita, oftedalita i faizievita.
L'exemplar que va servir per a determinar l'espècie, el que es coneix com a material tipus, es troba conservat al Smithsonian, amb el número de catàleg: 165807.

## Formació i jaciments
Va ser descoberta al Moon Canyon, a la localitat de Woodland, dins el comtat de Summit (Utah, Estats Units). També ha estat descrita a Espanya, França, Alemanya i Àustria.